# Пахомов, Леонид Александрович
Леони́д Алекса́ндрович Пахо́мов (род. 17 февраля 1943, Баку, СССР) — советский футболист, защитник, тренер.
Воспитанник школы бакинского «Нефтяника». Выступал за майкопский «Урожай», «Кубань» Краснодар и московское «Торпедо» (один из рекордсменов клуба по числу проведённых матчей), капитан в 1975—1976 годах. Вошёл в символическую сборную «Кубани» всех времён. Мастер спорта СССР (1967). Заслуженный тренер России (1990).
Был директором торпедовской школы. Выпускник Высшей школы тренеров (1981). Привёл в 1987 году футболистов молодёжной сборной к званию чемпионов Европы. В 1990-е годы возглавлял олимпийскую и молодёжную сборные России, входил в тренерский штаб национальной сборной.

## Достижения
- Обладатель Кубка СССР 1968, 1972.
- Бронзовый призёр чемпионата СССР 1968 года.
- В чемпионатах СССР провёл 304 матча и забил 2 гола.
- В еврокубках провёл 16 матчей и забил 1 гол.
- В списках лучших игроков сезона (1): № 3 — 1971.
- Удостоился приза «Лучший дебютант» в 1967 году.

## Тренерская карьера[2]
- Тренер в футбольной школе «Торпедо» (Москва) (1977)
- Директор футбольной школы «Торпедо» (Москва) (с июля 1979 по март 1981; 1985—1987)
- Тренер клуба «Кубань» (1982—1984)
- Тренер молодёжной сборной СССР (1987—1990)
- Тренер олимпийских сборных СССР и России (1991—1996)
- Главный тренер клуба «Колос» Краснодар (1995)
- Главный тренер юношеской сборной России (1980 г. р.) (1996—1997)
- Тренер сборной России (1997—1998)
- Главный тренер молодёжной и олимпийской сборной России (1998—1999)
- Тренер «Торпедо-ЗИЛ» (с осени 1999 по декабрь 2000)
- Тренер «Шаньдун» (Китай) (2001—2002)
- Главный тренер клуба «Коломна» (2002)
- Главный тренер сборной Казахстана (декабрь 2002 — 29 апреля 2004)
- Главный тренер алма-атинского «Кайрата» (декабрь 2003 — 29/30 апреля 2004)[3][4]